# Unione Sportiva Taranto 1941-1942
Questa voce raccoglie le informazioni riguardanti l'Unione Sportiva Taranto nelle competizioni ufficiali della stagione 1941-1942.

## Rosa
| N. |                   | Ruolo | Calciatore          |
| -- | ----------------- | ----- | ------------------- |
|    | Italia (bandiera) | A     | F. Albano           |
|    | Italia (bandiera) | A     | V. Basile           |
|    | Italia (bandiera) | C     | G. Calise           |
|    | Italia (bandiera) | C     | A. Campobasso       |
|    | Italia (bandiera) | A     | Giuseppe Carenza    |
|    | Italia (bandiera) | C     | Martino Castellano  |
|    | Italia (bandiera) | D     | Luigi Cecinato      |
|    | Italia (bandiera) | D     | Raffaele Cuscela    |
|    | Italia (bandiera) | C     | C. De Vietro        |
|    | Italia (bandiera) | C     | G. De Vitis         |
|    | Italia (bandiera) | A     | Francesco Di Cursi  |
|    | Italia (bandiera) | A     | Angelo Dolente      |
|    | Italia (bandiera) | C     | A. Epiro            |
|    | Italia (bandiera) | D     | Antonio Ferrara     |
|    | Italia (bandiera) | D     | Domenico Fugazzaro  |
|    | Italia (bandiera) | C     | Rodolfo Jachsettich |

| N. |                   | Ruolo | Calciatore          |
| -- | ----------------- | ----- | ------------------- |
|    | Italia (bandiera) | C     | Vito Natale Labate  |
|    | Italia (bandiera) | D     | G. Marzulli         |
|    | Italia (bandiera) | A     | Luigi Molinari      |
|    | Italia (bandiera) | P     | Alvaro Natale       |
|    | Italia (bandiera) | A     | N. Palumbo          |
|    | Italia (bandiera) | C     | Francesco Pantile   |
|    | Italia (bandiera) | A     | Giuseppe Pappalardo |
|    | Italia (bandiera) | A     | Gino Penza          |
|    | Italia (bandiera) | C     | N. Portacci         |
|    | Italia (bandiera) | A     | Antonio Simonetti   |
|    | Italia (bandiera) | D     | Mario Salvati       |
|    | Italia (bandiera) | D     | Ettore Sogno        |
|    | Italia (bandiera) | P     | Michele Tedeschi    |
|    | Italia (bandiera) | D     | Salvatore Tomaselli |
|    | Italia (bandiera) | A     | Angelo Valentini    |
|    | Italia (bandiera) | C     | Pietro Vinci        |